# Asmir Begović
Asmir Begović, bosanski-kanadski nogometaš , * 20. junij 1987, Trebinje.
Begović trenutno igra za angleški Everton, med letoma 2009 in 2020 je bil član bosansko-hercegovske reprezentance.

## Življenjepis
Asmir je preživljal svoja prva otroška leta v rodnem kraju Trebinje. Pri petih letih je z družino pred vojno v Bosni in Hercegovini pobegnil v Nemčijo, od koder so leta 1997 odšli v Kanado. Tudi njegov oče Asmir je bil nogometni vratar, ki je igral za  FK Leotar iz Trebinja ter NK Iskra Bugojno, sedaj pa je trener vratarjev mlajših selekcij v nemškem nižjeligašu SV Schluchtern. Za člansko reprezentanco BIH je debitiral 10.oktobra 2009  v Talinu proti Estoniji v kvalifikacijski tekmi za SP 2010.